# Szücs Miklós (katonatiszt)
Szücs Miklós (Balatonszentgyörgy, 1921. június 7. – 1998. december 9.) ludovikás tiszt, majd a Rákosi-korszakban vezérkari ezredes, 1956-ban megbízott hadműveleti csoportfőnök. A szovjetek 1956. november 3-án Maléter Pállal együtt elfogták. 

## Élete
Az apja falusi körorvos, a nagyapja községi jegyző volt. Gimnáziumi érettségi után a Ludovika Akadémián tanult, gyalogos hadnagyként végzett 1942-ben. 1944 tavaszán a németországi Döberitz melletti gyalogsági kiképzőtárborba vezényelték. 1943-tól a 8. gyalogezredben az 1. századának parancsnoka. Páncéltörő ágyús parancsnoki tanfolyamot végzett Berhida mellett, majd 1944. november 15-től részt is vett a harcokban. Egysége 1944 végére széthullott, rövid időre letartóztatták, majd 1944. december 25-től a hadosztálytörzsnél, 1945. január 15-től Variházy Oszkár alezredes mellett kapott beosztást.
1945 februárjában szovjet csapatok fogságába került, először a jászberényi hadifogolytáborba szállították, de később az 1. gyalogezred egyik század parancsnoka lett. 1947 és 1949 között elvégezte a Hadiakadémiát. Ettől kezdve már vezérkari beosztásokban szolgált.
1956-ban letartóztatták és 1958-ig őrizetben volt. Számos mentő tanúnak köszönhetően szabadon engedték. Visszatérhetett volna a Néphadseregbe, de ezt nem fogadta el. A Zrínyi Katonai Kiadónál dolgozott mint szerkesztő és lektor. Az MSZMP-be jelentkezett, ám ezt először elutasították, később (1963-ban) azonban felvették a párttagok közé.

## Művei
- Ezredes voltam 1956-ban a vezérkarnál (Szabad Tér, Budapest, 1989)[3]

## Elismerései
- A Szabadság Érdemérem ezüst fokozata
- A szovjet Budapest Bevételéért Érdemérem (1947)
- A Magyar Népköztársasági Érdemérem Arany fokozata
- Kiváló Szolgálatért Érdeméren (1955)
- A Haza Szolgálátáért Érdemérem ezüst fokozata (1963)